# Tjetvjortaja vysota
Tjetvjortaja vysota (russisk: Четвёртая высота) er en sovjetisk spillefilm fra 1977 af Igor Voznesenskij.

## Medvirkende
- Olga Agejeva som Gulja Koroljova
- Margarita Sergejetjeva
- Larisa Luzjina
- Vladimir Putjkov som Sergej
- Pavel Rudenskij som Maj